# Dumitrița (gmina)
Dumitrița – gmina w Rumunii, w okręgu Bistrița-Năsăud. Obejmuje miejscowości Budacu de Sus, Dumitrița i Ragla. W 2011 roku liczyła 2730 mieszkańców.